# 诺尔曼·P·巴利
诺尔曼·P·巴利（英語：Norman Patrick Barry，1944年6月25日—2008年10月21日）是一位英国政治哲学家，著名的古典自由主义倡导者，白金汉大学社会和政治理论教授，主要作品有《古典自由主义与自由至上主义》（On Classical Liberalism and Libertarianism）等。